# Аулея
А́улея (латыш. Auleja) — населённый пункт в Краславском крае Латвии. Административный центр Аулейской волости. Находится на берегу озера Аулеяс. Расстояние до города Краслава составляет около 25 км (через Комбули). По данным на 2015 год, в населённом пункте проживало 184 человека. Есть волостная администрация, начальная школа, дом культуры, библиотека, почтовое отделение, фельдшерский и акушерский пункт, магазин. Католическая церковь села Аулея, построенная в 1709 году, имеет статус памятника архитектуры.

## История
Впервые упоминается в 1599 году. Нынешнее село расположено на территории бывшего поместья Аулея.
В советское время населённый пункт был центром Аулейского сельсовета Краславского района. В селе располагалась центральная усадьба совхоза «Сиверс».